# 維斯托·斯萊弗
維斯托·梅爾文·斯萊弗（1875年11月11日—1969年11月8日）是一位美國天文學家，他率先量測了星系的徑向速度。他是第一位發現遙遠星系紅移的人，從而為宇宙膨脹提供了第一個經驗基礎；他也是第一位將這些紅移與速度聯系起來的人，並且是羅威爾天文台台長。

## 生平
維斯托·斯萊弗出生於印第安納州馬爾伯里，父母是丹尼爾·克拉克和漢娜·阿普·斯萊弗。他早年在馬爾伯里的家庭農場工作。維斯托有一個弟弟，厄爾·查爾斯·斯萊弗，也是羅威爾天文台的天文學家。斯萊弗在印第安納州法蘭克福上高中。他隨後就讀於印第安納州布盧明頓的印第安納大學，並於1901年6月獲得力學和天文學學士學位。兩年後，斯萊弗在同一科目中獲得了碩士學位。33歲時，斯萊弗畢業於印第安那大學，獲得力學和天文學博士學位。
斯萊弗在1904年與艾瑪·芒格（Emma R.Munger）在印第安那州法蘭克福結婚。斯萊弗和艾瑪有兩個孩子，大衛·克拉克和瑪西亞·弗朗西斯。
在1901年，維斯托·斯萊弗搬到亞利桑那州旗杆市，開始在羅威爾天文台工作。在接下來的53年裏，他在羅威爾天文台擔任助理，然後擔任天文台台長，直到1954年退休。斯萊弗一直活到93歲，於1969年在旗杆市去世，並安葬在旗杆市的市民公墓。

## 生涯
在印第安納大學上學期間，斯萊弗與他的一位教授威廉·科格歇爾（William Cogshall）建立了個人關係。科格歇爾是斯萊弗最初對天文學感興趣的主要原因之一。科格歇爾說服亞利桑那州旗杆市羅威爾天文台台長帕西瓦爾·羅威爾接納維斯托·斯萊弗為臨時助理。斯萊弗從1901年到1915年擔任助理，羅威爾最終任命他為天文台的助理主任，一年後，珀西瓦爾·羅威爾去世，維斯托成為接下來十年的代理台長。在1926年，在居住在旗杆市25 年後，斯萊弗被任命為羅威爾天文台的台。當他從職業生涯中退休後，他又執掌了28年。斯萊弗在那裡度過了他的歲月，研究了很多東西，但最值得注意的是光譜學和螺旋星系的紅移。
斯萊弗被賦予的第一個主要任務是測量我們太陽系行星的自轉週期。他是最早證明天王星的自轉速度比地球快得多的天文學家之一，類似於我們太陽系中的其他氣態巨行星。不過，斯萊弗最出名的是他對螺旋星雲或螺旋星系的研究，如銀河系和仙女座星系。他最初的目標是測量星雲的移動速度，十年後，當埃德溫·哈勃使用威爾遜山天文台反射望遠鏡更清楚地觀察星系時，他的發現得到了證實。

## 發現

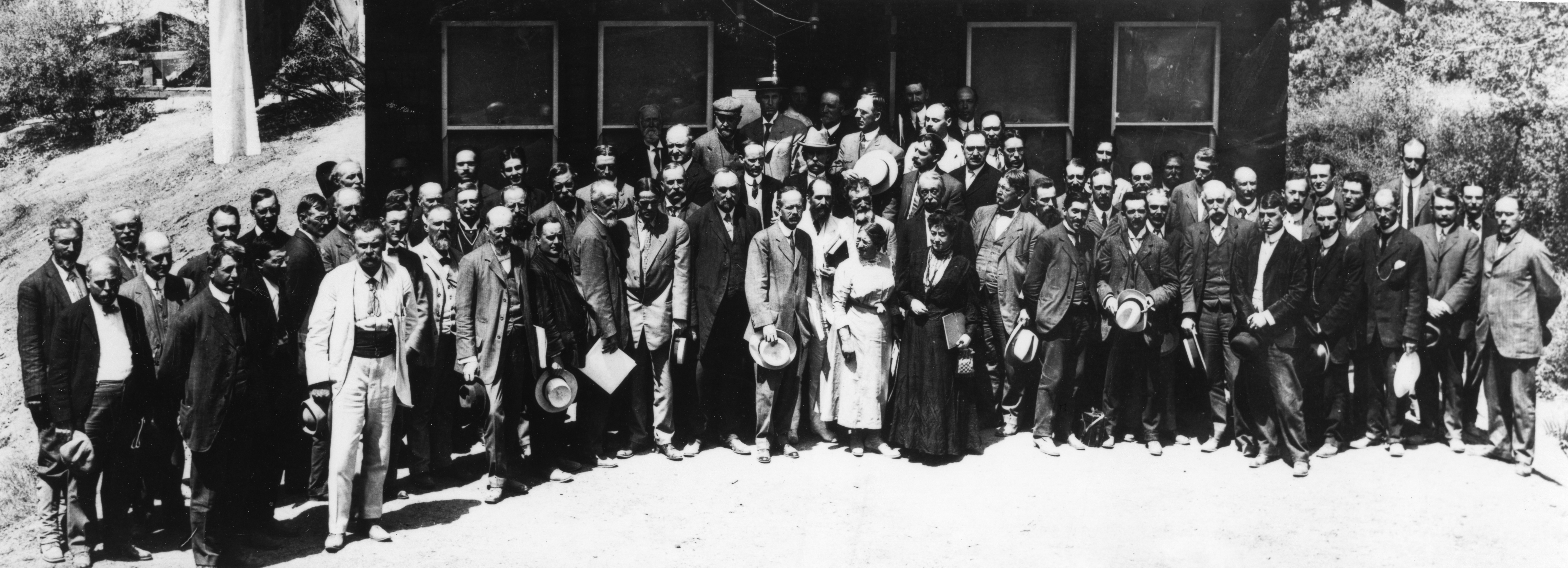
參加1910年威爾遜山天文台舉行的第四次國際太陽能研究合作聯盟會議的斯萊弗（左六）。

斯萊弗早在1909年就提出紅外光譜可以用照相乳劑記錄，並用它們來記錄太陽光和主要行星的吸收線。他發現這些行星顯示出不同的吸收線，而這些吸收線在陽光中是不存在的，並用氨和甲烷確定了這些吸收帶。在二十世紀初，斯萊弗延伸了灶神星的光譜，將紅色和紅外波長包括在內，並表明主要行星在許多不同的波長下都顯示出强烈的吸收線。 斯萊弗使用光譜學來研究行星的自轉週期和行星大氣的組成。在1912年，他是第一位觀測到星系光譜線移動的人，這使他成為星系紅移的發現者。在1912年及以後的研究中，他利用都卜勒效應並注意到細微的變化，量測了螺旋星雲的行進速度。這些星雲速度的細微變化使斯萊弗得出這些星雲不在銀河系內的結論。1914年，斯萊弗還首次發現了螺旋星系的旋轉。他在1929年發現了鈉層。他負責雇用與監督克萊德·湯博，導致1930年發現冥王星的工作。
到1917年，斯萊弗量測了25個「螺旋星雲」的徑向速度，發現除了三個星系之外，其它星系都以相當快的速度遠離我們。斯萊弗自己推測，這可能是由於我們自己星系的運動，就像在他的樣本中一樣，那些向我們移動的星系和那些遠離我們的星系大致相反的方向。事後看來，這是第一個支援膨脹宇宙模型的數據。後來，埃德溫·哈伯將斯萊弗和其它徑向速度的光譜測量與哈伯自己對星系距離的測定相結合，導致哈伯發現了星系距離和紅移之間的比例關係（當時是粗略的），今天稱為哈伯-勒梅特定律（以前稱為哈伯定律，國際天文學聯合會2018年10月的决定建議使用這個新名稱），是由哈伯和休馬森於1929年提出，並成為膨脹宇宙現代模型的基礎。

## 獎項
- 19091年，當選美國藝術與科學院院士[22]。
- 1919年拉朗德獎[1]。。
- 1919年巴黎科學院金質獎章[1]
- 1932年美國國家科學院頒發亨利·德雷伯獎章[1][23]。
- 1932年英國皇家天文學會金質獎章[1][24]。
- 1935年布鲁斯奖[25]。
- 月球上的斯里弗環形山是以他和其弟厄爾的姓氏命名，此外還有火星上的同名撞擊坑和1962年9月7日由印第安納小行星計畫（Indiana Asteroid Program）發現的(1766) 斯萊弗。

## 外部連結
- Library of Lowell Observatory: Biography of V. M. Slipher
- The Royal Observatory, Edinburgh: History, Papers & External Links on V. M. Slipher （页面存档备份，存于）
- 在Find a Grave上的Vesto Melvin Slipher
- V. Slipher （页面存档备份，存于） @Astrophysics Data System